# Glandularia alejandrana
Glandularia alejandrana là một loài thực vật có hoa trong họ Cỏ roi ngựa. Loài này được B.L.Turner mô tả khoa học đầu tiên năm 1999.